# Projet Nouvelle Vallée
Pour l’article homonyme, voir Gouvernorat de la Nouvelle vallée.

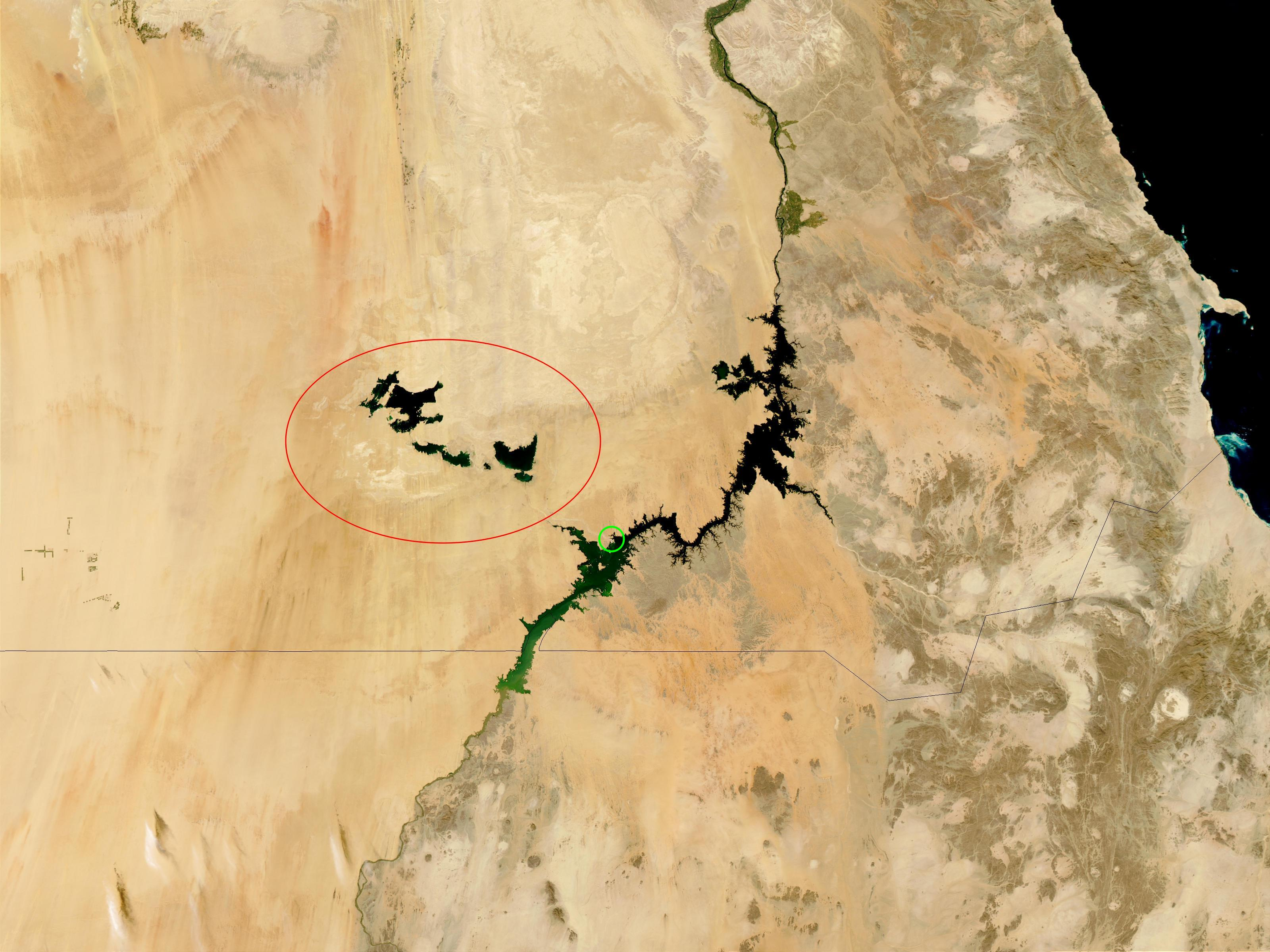
Vue satellite des lacs de Toshka (rouge) et de la station de pompage Moubarak (vert), points de départ du projet Nouvelle Vallée.

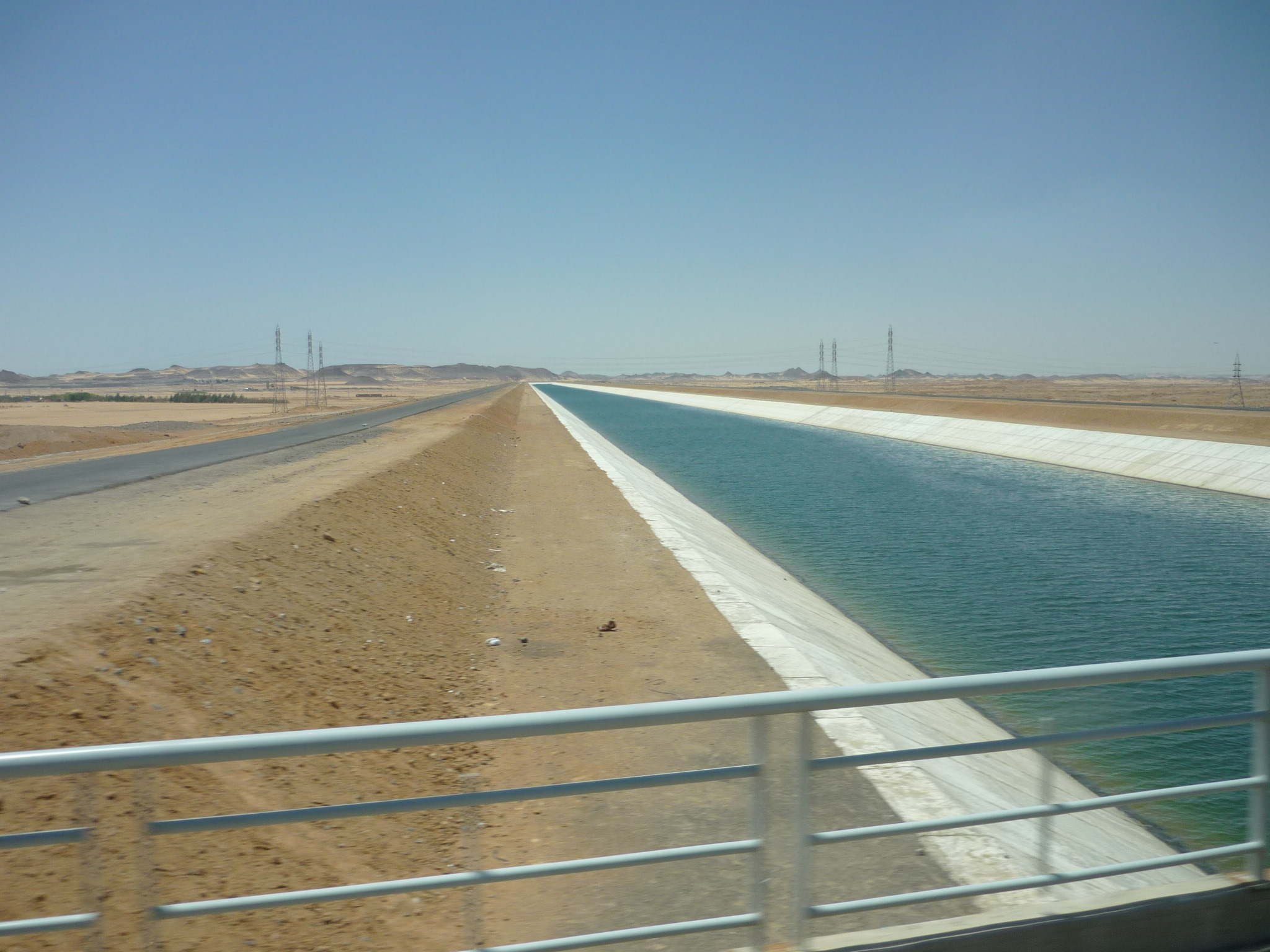
Canal Sheikh Zayed dans le désert de Libye.

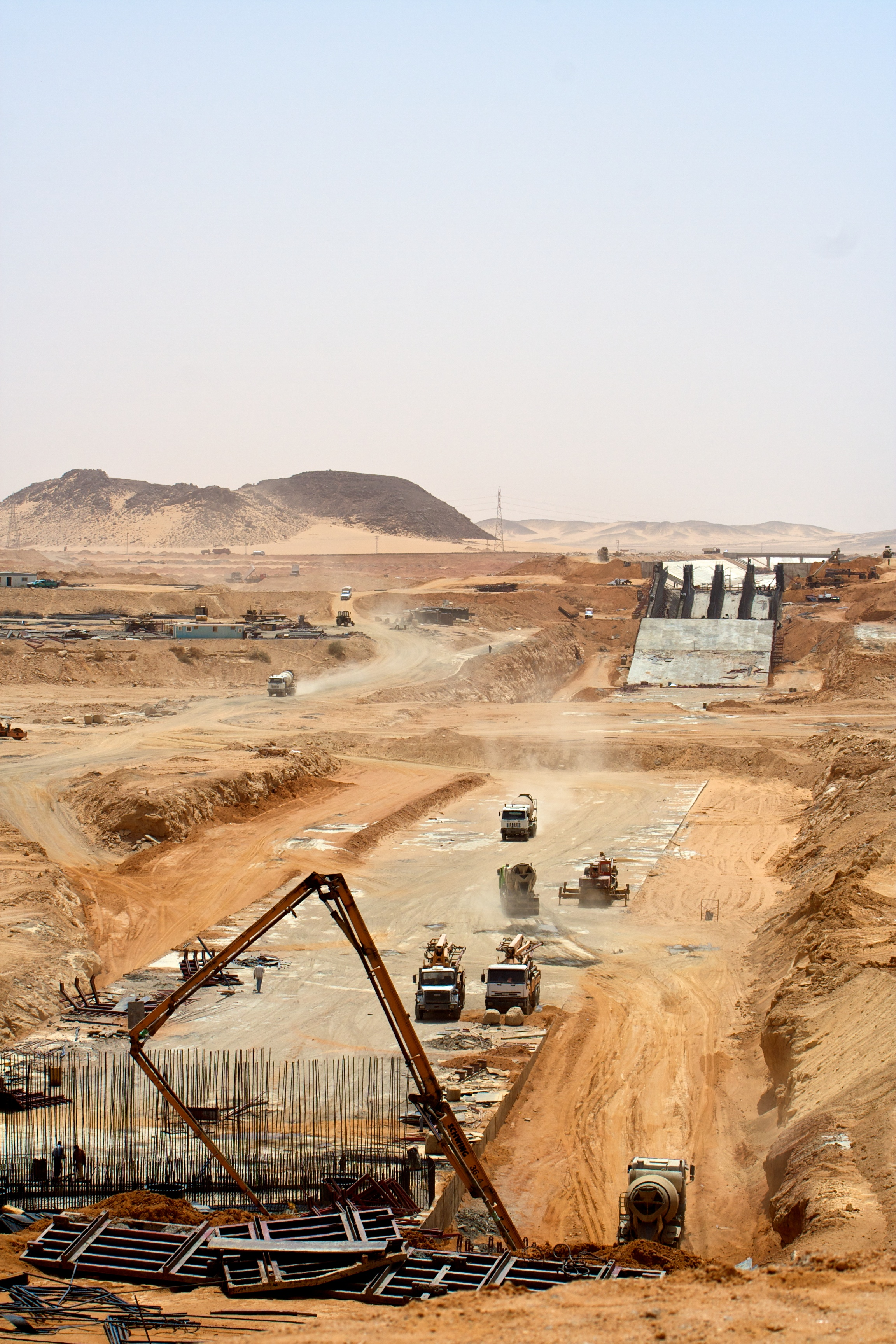
Construction du déversoir amenant l'eau des lacs de Toshka en 2010

Le projet Nouvelle Vallée (en anglais : New Valley Project) ou projet Toshka (en arabe : مفيض توشكى) est un programme du gouvernement égyptien lancé en 1997 par Hosni Moubarak visant à porter la superficie des terres arables en Égypte de 6 % à 35 %. Il consiste en un système de canaux destiné à détourner les eaux du lac Nasser vers des régions désertiques du désert Libyque. Considéré comme un échec 15 ans après son lancement, il est relancé par le président Abdel Fattah al-Sissi en 2016.

## Motivation
Dans un contexte de forte croissance démographique, et alors que l'Égypte doit importer la moitié de sa nourriture, le gouvernement égyptien décide de créer une « nouvelle vallée » (en référence à celle du Nil) destinée à conquérir des terres agricoles sur le désert et à construire de nouvelles villes,. En plus d'être démographique, la motivation est également politique, le président Hosni Moubarak souhaitant que jusqu'à 20 % de la population égyptienne s'installe dans cette zone frontalière avec le Soudan. Le projet doit ainsi résoudre le problème du chômage, de la surpopulation et de la sécurité alimentaire.
Le but affiché est de faire passer, à terme, la superficie cultivable de l'Égypte de 5 à 25 % de sa superficie totale. Dans la première partie du projet, 225 000 ha de terres doivent ainsi être bonifiées, et 165 000 emplois agricoles être créés.

## Financement
Le financement, estimé à 10 milliards de francs français de 1997, est supporté entièrement par l'État égyptien, malgré des propositions de la Banque mondiale ou de bailleurs de fonds internationaux.

## Historique

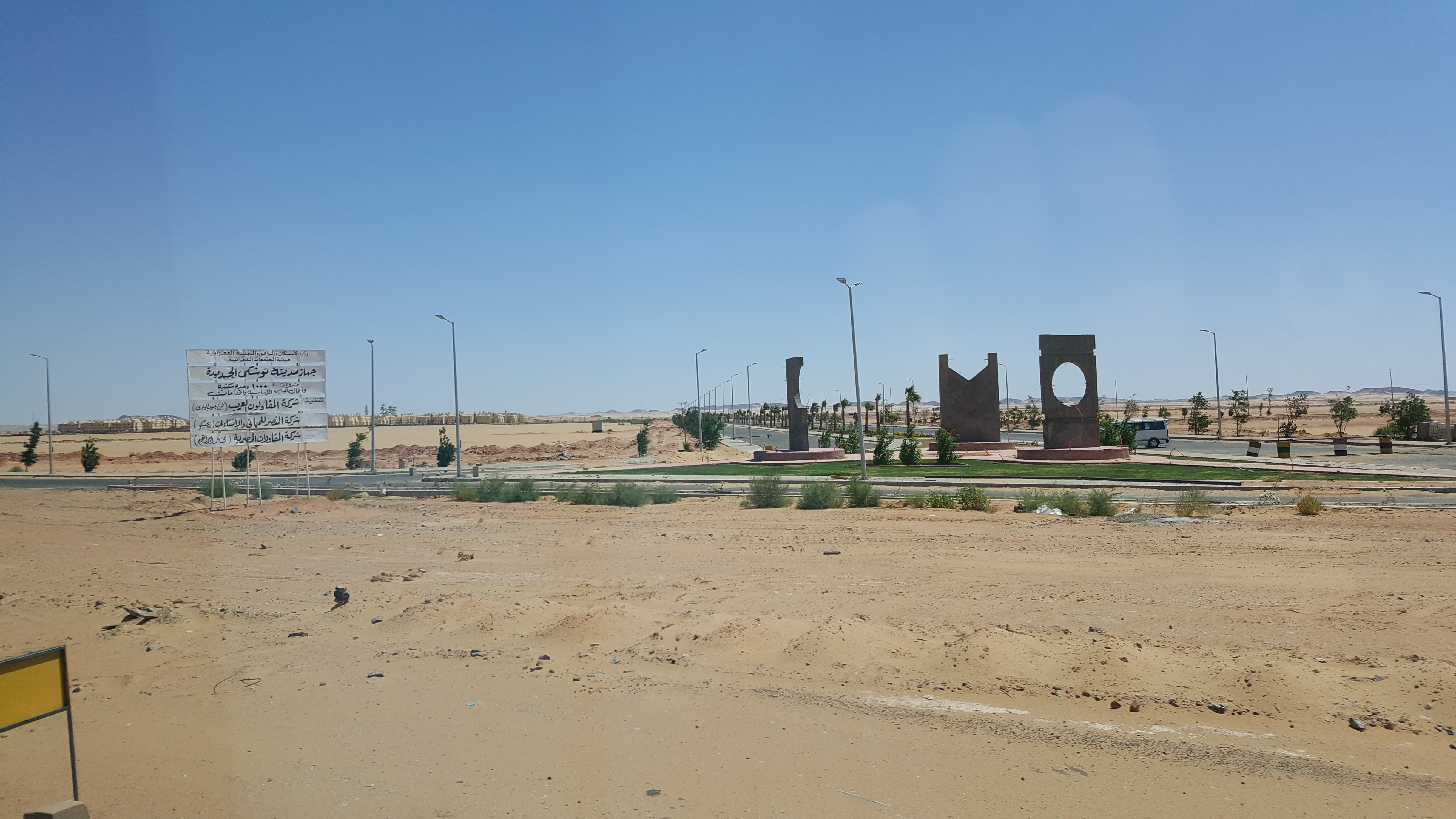
La nouvelle ville de Toshka, au milieu du désert.

Le projet était déjà prévu avec la construction du haut barrage d'Assouan par Gamal Abdel Nasser, mais a été abandonné en 1964.
Lors d'une crue exceptionnelle du Nil à l'automne 1996, le trop-plein de Toshka est ouvert. Le projet Nouvelle Vallée est alors proposé originellement pour utiliser cette eau. Celui-ci est officiellement inauguré le 9 janvier 1997 par le président Moubarak, la première phase devant initialement s'achever en 2002 pour une fin des travaux en 2017. 4 000 à 5 000 ouvriers travaillent jour et nuit sur le chantier.
En 2012, la surface cultivée n'est que de 21 000 ha, et les usines, logements ou autres infrastructures n'ont pas été construits.
En août 2014, Abdel Fattah al-Sissi annonce relancer le projet, et en août 2016 alloue environ 4 km2 de terres pour des constructions dans la ville nouvelle de Toshka, visant à héberger jusqu'à 80 000 habitants
En avril 2022, le projet est relancé à la suite de l'invasion de l'Ukraine par la Russie en 2022 qui perturbe les approvisionnements en blé. Le président Abdel Fattah al-Sissi souhaite que l'Égypte, qui dépend à 80 % de la Russie et de l'Ukraine pour ses importations de blé, devienne autosuffisante.

## Caractéristiques
Le canal Cheikh Sayed (du nom du dirigeant des Émirats arabes unis le cheikh Khalifa ben Zayed Al Nahyane) s'ouvre à huit kilomètres au nord de la baie Toshka du lac Nasser. Il a été creusé vers l'ouest jusqu'à la route de Darb el-Arbe'ien. Il tourne ensuite vers le nord, longeant Darb al Arba'ïn jusqu'à l'oasis de Baris, le tout sur 310 kilomètres.

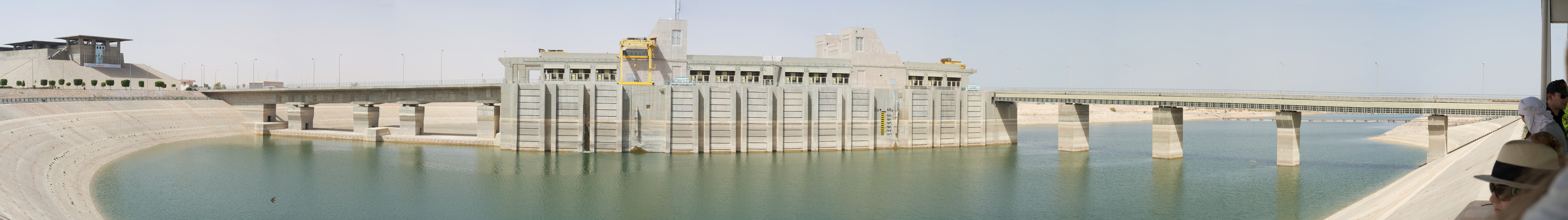
Vue panoramique de la station de pompage Moubarak.

La station de pompage Moubarak (du nom de l'ancien président égyptien Hosni Moubarak) dans le Toshka, terminée en mars 2005, est la pièce centrale du projet. D'un coût de 536 M$, elle est composée de 24 pompes verticales dont seules 18 au maximum sont censées fonctionner, les autres étant conservées pour la maintenance ou en réserve. Les piles de la stations de pompages ne sont pas en béton, mais en acier, ce qui coûte moins cher et est plus résistant aux séismes. Par ailleurs, du fait de l'amplitude thermique qui va de 0 °C à 50 °C, une structure sans jointure a été choisie. Sa capacité de pompage maximale est 14,5 hm3 quotidiens.
Les lacs de Toshka sont le résultat accidentel de l'élévation du niveau du lac Nasser. Ils se situent dans la même région que le projet Nouvelle Vallée.

## Agriculture

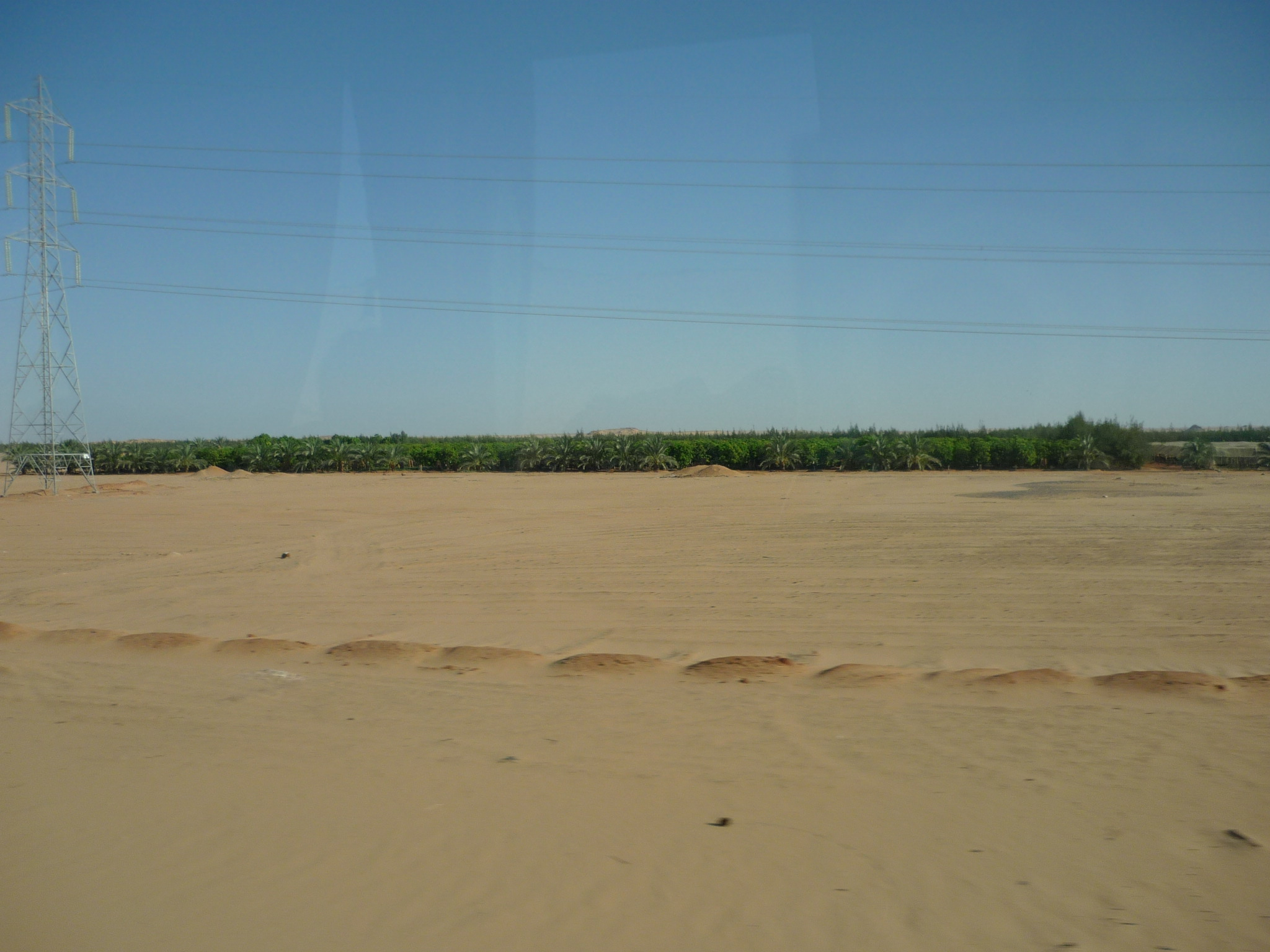
Agriculture dans le cadre du projet Nouvelle Vallée.

En 2011, la luzerne était la culture principale, car cette plante résiste bien aux sols pauvres et salés du désert. Du fait des conditions climatiques, une dizaine de récoltes ont lieu par an. Des raisins sont également cultivés avec un système de goutte-à-goutte, et sont exportés vers l'Europe où ils sont parmi les premiers raisins de la saison.
En 2014, on constate que moins de 10 % des terres ont été bonifiées, et que seules deux entreprises d'envergure, l'une publique égyptienne et l'autre détenue par le milliardaire saoudien Al-Walid ben Talal ben Abdelaziz Al Saoud y sont présentes. Cependant, les quelques fermes existantes sont prospères et fournissent des centaines d'emplois locaux.
Les pays du Golfe souhaitant assurer leur sécurité agricole ont investi dans le projet Nouvelle Vallée. C'est notamment le cas de l'entreprise saoudienne Al Rajhi et l'émiratie Al Dahra (en) qui cultivent chacune 100 000 feddans (soit 420 km2) de terre .
Plusieurs obstacles naturels gênent l'activité agricole : présence d'une barrière granitique qui a dû être dynamitée, salinité élevée des sols et coût important des infrastructures.

## Critiques

### Utilité d'un méga-projet
Dès sa conception, ce projet fait face à des critiques : des géographes et des experts ne voient pas d'utilité à investir autant d'argent dans un projet isolé et désertique, pour une efficacité incertaine. Le président Moubarak souhaiterait laisser sa marque dans l'histoire, ce qui justifierait l'ampleur du projet Nouvelle Vallée, selon des opposants.
Si le montant total exact n'est pas connu, il aurait coûté entre 6 et des dizaines de milliards de livres égyptiennes, pour un résultat décevant : seules deux entreprises d'envergure y sont présentes et, étant fortement mécanisées, elles emploient peu de monde. De plus, les coûts de production rendent les produits agricoles trop chers pour une consommation égyptienne.

### Gestion de l'eau
La consommation en eau du projet dépasse les seules ressources hydriques du lac Nasser, et doit se baser sur les nappes phréatiques, l'eau de pluie, et la réutilisation de l'eau agricole, ce qui risque de compromettre la durabilité du projet. De plus, l'intérêt économique d'investir dans l'agriculture, qui consomme 88 % de l'eau égyptienne pour un apport à 25 % du PIB est critiquée, dans un contexte de possibles restrictions d'eau à l'avenir, liée notamment au barrage de la Renaissance en Éthiopie. Alors que l'irrigation par inondation, particulièrement mauvaise pour la gestion des ressources en eau, est utilisée sur plus de 70 % des surfaces agricoles d'Égypte, le projet Toshka va consommer 5 km3 à 9 km3 d'eau supplémentaires, sans résoudre le problème de gaspillage de l'eau en Égypte.
Par ailleurs, la salinité élevée des terres du désert libyque risque de nuire aux aquifères de la région.

### Favoritisme envers les pays du Golfe
Les entreprises de pays du Golfe, Arabie saoudite et Émirats arabes unis, qui se sont implantées dans la Nouvelle Vallée ont bénéficié de conditions particulièrement favorables. Les terres ont été cédées pour 50 livres égyptiennes le feddan, alors que le prix moyen est de 11 000 livres. L'eau consommée, 210 millions de m³ annuels selon une estimation de 2019, est facturée 20 millions de livres, alors qu'au prix du marché cette somme devrait atteindre 420 millions. Les contestations en justice n'ont pas été suivies par le gouvernement.